# 259
| 259                |
| ------------------ |
| Dødsfald - Fødsler |
|                    |

| Gregoriansk kalender | 259 CCLIX               |
| Ab urbe condita      | 1012                    |
| Armensk kalender     | I/T                     |
| Kinesiske kalender   | 2955 – 2956 戊寅 – 己卯 |
| Etiopisk kalender    | 251 – 252               |
| Jødisk kalender      | 4019 – 4020             |
| Hindukalendere       |                         |
| - Vikram Samvat      | 314 – 315               |
| - Shaka Samvat       | 181 – 182               |
| - Kali Yuga          | 3360 – 3361             |
| Iransk kalender      | 363 BP – 362 BP         |
| Islamisk kalender    | 374 BH – 373 BH         |

Se også 259 (tal)